# Rudolf Jeremias Kreutz
Rudolf Jeremias Kreutz (eigentlich Rudolf Křiž, Pseudonyme Jeremias, Esau, Ormuzd, Yumslai, O. Mosquito; * 21. Februar 1876 in Rozdalowitz, Böhmen; † 3. September 1949 in Grundlsee, Steiermark) war ein österreichischer Schriftsteller.

## Leben
Rudolf Jeremias Kreutz war der Sohn eines Zuckerfabrikanten aus Rozdalowitz; seine Mutter Berta, geborene Teibler, war die Tochter von Anton Teibler, Ehrenbürger von Dux. Er besuchte das Untergymnasium in Wiener Neustadt und absolvierte die Kadettenschule in Wien. Ab 1894 war er Offizier (Oberstleutnant) der k.u.k. Armee und veröffentlichte bereits in dieser Zeit satirische Texte. Im Ersten Weltkrieg geriet er im November 1914 in russische Gefangenschaft. 1918 konnte er fliehen. 1919 heiratete er Heddy Kreutz-Seiller (* 1880), die Enkelin des ersten freigewählten Bürgermeisters von Wien, Johann Kaspar Freiherr von Seiller, der in den Jahren 1851 bis 1861 Bürgermeister von Wien war.
Durch die Kriegsgefangenschaft in Ostsibirien zum Pazifisten geworden, quittierte Kreutz nach seiner Rückkehr in die Heimat 1920 den Dienst als Offizier und beschäftigte sich als freischaffender Schriftsteller der Verbreitung seiner Vision einer idealen menschlichen Gesellschaft („Der neue Mensch“, 1920).
Seiner 1933 im P.E.N.-Club eingebrachten Resolution gegen die nationalsozialistische Gewaltherrschaft folgte ein Publikationsverbot in Deutschland und nach dem Anschluss 1938 in Österreich; 1944 wurde er für fünf Monate inhaftiert.
Kreutz schrieb für die satirische Wochenschrift Die Muskete und war nach dem Ersten Weltkrieg für Henri Barbusses Friedensbewegung Clarté aktiv.
Heddy Kreutz-Seiller war nach dem Tod von Kreutz, der 1949 in der Villa Seiller in Grundlsee starb, mit der Verwaltung des literarischen Erbes ihres Mannes beschäftigt. Der Nachlass Kreutz' ist in der Handschriftensammlung der Wienbibliothek im Wiener Rathaus erhalten.
Die Literar-Mechana und der ehemalige Außenminister Erich Bielka riefen 1992 die „Dr. Erich Bielka-Stiftung zum Gedenken an Rudolf Jeremias Kreutz“ ins Leben. Der Zweck der Stiftung besteht darin, das zum Vermögen gehörende Haus in Grundlsee schaffenden Künstlern für Arbeits- und Erholungsaufenthalte zur Verfügung zu stellen. Stiftungsadministrator ist Franz-Leo Popp. Die Stiftung steht unter der Aufsicht der Wiener Landesregierung (Magistratsabteilung 62).

## Werke
- Die große Phrase (1919)
- Die einsame Flamme (Roman 1920)
- Evas Rutschbahn. Böse Geschichten (1924)
- Die Krise des Pazifismus, des Antisemitismus, der Ironie (1931)
- Ich war ein Österreicher (Roman, 1959)
- Menschen im Schutt (Novellen, 1923).
- Gesänge der Erde (Gedichte, 1933)
- Ernte im Sturm (Gedichte, 1946)
- Arabesken des Lebens. Erzählungen (1947)
- Aus Gottes wunderlichem Garten (Erzählungen, 1947)